# Дай Сяосян
Дай Сяосян  (кит.: 戴 小祥, 15 грудня 1990) — китайський лучник, олімпійський медаліст.

## Виступи на Олімпіадах
| Олімпіада   | Дисципліна | Місце |
| ----------- | ---------- | ----- |
| Лондон 2012 | особисті   | 3     |
| Лондон 2012 | командні   | 7     |